# Cortland (Nebraska)
Pour les articles homonymes, voir Cortland.
Cortland est une localité du comté de Gage, dans le Nebraska, aux États-Unis. Sa population s’élevait à 482 habitants lors du recensement de 2010, estimée à 472 habitants en 2016.